# Albiorix mirabilis
Albiorix mirabilis är en spindeldjursart som beskrevs av William B. Muchmore 1982. Albiorix mirabilis ingår i släktet Albiorix och familjen Ideoroncidae. Inga underarter finns listade i Catalogue of Life.